# Ełektron Lwów
Ełektron Lwów (ukr. Міні-футбольний клуб МДП «Електрон» Львів, Mini-Futbolnyj Kłub MDP "Ełektron" Lwiw) – ukraiński klub futsalu, mający siedzibę w mieście Lwów. W 1991 występował w najwyższej klasie rozgrywkowej ZSRR oraz w pierwszych rozgrywkach Pucharu Ukrainy w sezonie 1992/93.

## Historia
Chronologia nazw:
- 1990: Ełektron Lwów (ukr. «Електрон» Львів)
- 1993: klub rozwiązano

Klub futsalowy Ełektron Lwów został założony we Lwowie w 1990 roku. W drugiej edycji mistrzostw ZSRR w futsalu w 1991 klub jako jeden z trzech przedstawicieli od Ukrainy odpadł już po pierwszym turnieju grupowym. W sezonie 1992/93 zespół startował w pierwszych rozgrywkach Pucharu Ukrainy w futsalu. W grupie 3 drużyn, które zmagały się we Lwowie, nie zakwalifikował się do dalszych gier.
Potem klub z powodów problemów finansowych został rozwiązany.

## Sukcesy

### Trofea międzynarodowe
Nie uczestniczył w rozgrywkach europejskich (stan na 31-05-2019).

### Trofea krajowe
Ukraina
| \| \| Zdobyte trofea w rozgrywkach Ukrainy (stan na: 31-05-2019) \| |                                                            |      |          |
| Rozgrywki                                                           | Osiągnięcie                                                | Razy | Sezon(y) |
| · Mistrzostwo                                                       | I miejsce                                                  | 0    |          |
| · Mistrzostwo                                                       | II miejsce                                                 | 0    |          |
| · Mistrzostwo                                                       | III miejsce                                                | 0    |          |
| Puchar                                                              | zdobywca                                                   | 0    |          |
| Puchar                                                              | finalista                                                  | 0    |          |
| Puchar                                                              | I runda grupowa                                            | 1    | 1992/93  |
| II liga                                                             | I miejsce                                                  | 0    |          |
| II liga                                                             | II miejsce                                                 | 0    |          |
| II liga                                                             | III miejsce                                                | 0    |          |
| Ukraina                                                             | Zdobyte trofea w rozgrywkach Ukrainy (stan na: 31-05-2019) |      |          |

ZSRR
| \| \| Zdobyte trofea w rozgrywkach Związku Radzieckiego (stan na: 31-12-1992) \| |                                                                         |      |          |
| Rozgrywki                                                                        | Osiągnięcie                                                             | Razy | Sezon(y) |
| Mistrzostwo                                                                      | I miejsce                                                               | 0    |          |
| Mistrzostwo                                                                      | II miejsce                                                              | 0    |          |
| Mistrzostwo                                                                      | III miejsce                                                             | 0    |          |
| Mistrzostwo                                                                      | 10-12. miejsce                                                          | 1    | 1991     |
| Puchar                                                                           | zdobywca                                                                | 0    |          |
| Puchar                                                                           | finalista                                                               | 0    |          |
| II liga                                                                          | I miejsce                                                               | 0    |          |
| II liga                                                                          | II miejsce                                                              | 0    |          |
| II liga                                                                          | III miejsce                                                             | 0    |          |
|                                                                                  | Zdobyte trofea w rozgrywkach Związku Radzieckiego (stan na: 31-12-1992) |      |          |

## Struktura klubu

### Stadion
Klub rozgrywał swoje mecze domowe w Hali SK Ełektron we Lwowie. Pojemność: 500 miejsc siedzących.

### Sponsorzy
- Zakład produkcji telewizorów Ełektron we Lwowie